# Убінське (село)
Убінське (рос. Убинское) — село у Убінському районі Новосибірської області Російської Федерації.
Входить до складу муніципального утворення Убінська сільрада. Населення становить 5841 особа (2010).

## Історія
Згідно із законом від 2 червня 2004 року органом місцевого самоврядування є Убінська сільрада.

## Населення
| 1959 | 1970  | 1979  | 1989  | 2002  | 2007  | 2010  |
| ---- | ----- | ----- | ----- | ----- | ----- | ----- |
| 6130 | ↗6776 | ↘6297 | ↗6586 | ↘5958 | ↗6025 | ↘5841 |